# Monsteroux-Milieu
Monsteroux-Milieu est une commune française située dans le département de l'Isère, en région Auvergne-Rhône-Alpes.
Ses habitants sont dénommés les Monsteroudiares.

## Géographie

### Localisation et description
Cette commune, à l'aspect essentiellement rural, est située dans la partie septentrionale du département de l'Isère entre Vienne et La Côte-Saint-André.
Géographiquement, la commune est Monsteroux-Milieu se positionne entre la vallée du Rhône à l'ouest et les terres froides à l'est, dans le secteur de Bièvre-Valloire. À ce titre, elle fait partie de la communauté de communes Entre Bièvre et Rhône.

### Communes limitrophes
|         | Châlons               |              |
| Vernioz | Monsteroux-Milieu     | Montseveroux |
| Assieu  | La Chapelle-de-Surieu |              |

### Climat
Pour des articles plus généraux, voir Climat d'Auvergne-Rhône-Alpes et Climat de l'Isère.
En 2010, le climat de la commune est de type climat océanique altéré, selon une étude du Centre national de la recherche scientifique s'appuyant sur une série de données couvrant la période 1971-2000. En 2020, Météo-France publie une typologie des climats de la France métropolitaine dans laquelle la commune est dans une zone de transition entre le climat semi-continental et le climat de montagne et est dans la région climatique Moyenne vallée du Rhône, caractérisée par un bon ensoleillement en été (fraction d’insolation > 60 %), une forte amplitude thermique annuelle (4 à 20 °C), un air sec en toutes saisons, orageux en été, des vents forts (mistral), une pluviométrie élevée en automne (250 à 300 mm).
Pour la période 1971-2000, la température annuelle moyenne est de 11,7 °C, avec une amplitude thermique annuelle de 17,9 °C. Le cumul annuel moyen de précipitations est de 917 mm, avec 8,7 jours de précipitations en janvier et 6,4 jours en juillet. Pour la période 1991-2020, la température moyenne annuelle observée sur la station météorologique de Météo-France la plus proche, « Reventin », sur la commune de Reventin-Vaugris à 8 km à vol d'oiseau, est de 12,9 °C et le cumul annuel moyen de précipitations est de 775,7 mm,. Pour l'avenir, les paramètres climatiques de la commune estimés pour 2050 selon différents scénarios d'émission de gaz à effet de serre sont consultables sur un site dédié publié par Météo-France en novembre 2022.

### Hydrographie
La commune est traversée par la Varèze, un affluent du Rhône qui prend sa source dans la forêt de Bonnevaux ainsi que par r le ruisseau de la Feya, un affluent de la Varèze.

### Voies de communication
Le territoire communal est traversé par la route départementale 37 (RD37).

## Toponymie
Si l'on se réfère à l'étymologie du lieu, Monsteroux viendrait du latin monte subterior (le mont inférieur)[réf. nécessaire].

## Urbanisme

### Typologie
Au 1er janvier 2024, Monsteroux-Milieu est catégorisée commune rurale à habitat dispersé, selon la nouvelle grille communale de densité à sept niveaux définie par l'Insee en 2022.
Elle est située hors unité urbaine. Par ailleurs la commune fait partie de l'aire d'attraction de Lyon, dont elle est une commune de la couronne,. Cette aire, qui regroupe 397 communes, est catégorisée dans les aires de 700 000 habitants ou plus (hors Paris),.

### Occupation des sols
L'occupation des sols de la commune, telle qu'elle ressort de la base de données européenne d’occupation biophysique des sols Corine Land Cover (CLC), est marquée par l'importance des territoires agricoles (79,1 % en 2018), une proportion identique à celle de 1990 (79,1 %). La répartition détaillée en 2018 est la suivante : 
prairies (35,6 %), zones agricoles hétérogènes (30,8 %), forêts (20,9 %), terres arables (12,7 %). L'évolution de l’occupation des sols de la commune et de ses infrastructures peut être observée sur les différentes représentations cartographiques du territoire : la carte de Cassini (XVIIIe siècle), la carte d'état-major (1820-1866) et les cartes ou photos aériennes de l'IGN pour la période actuelle (1950 à aujourd'hui).

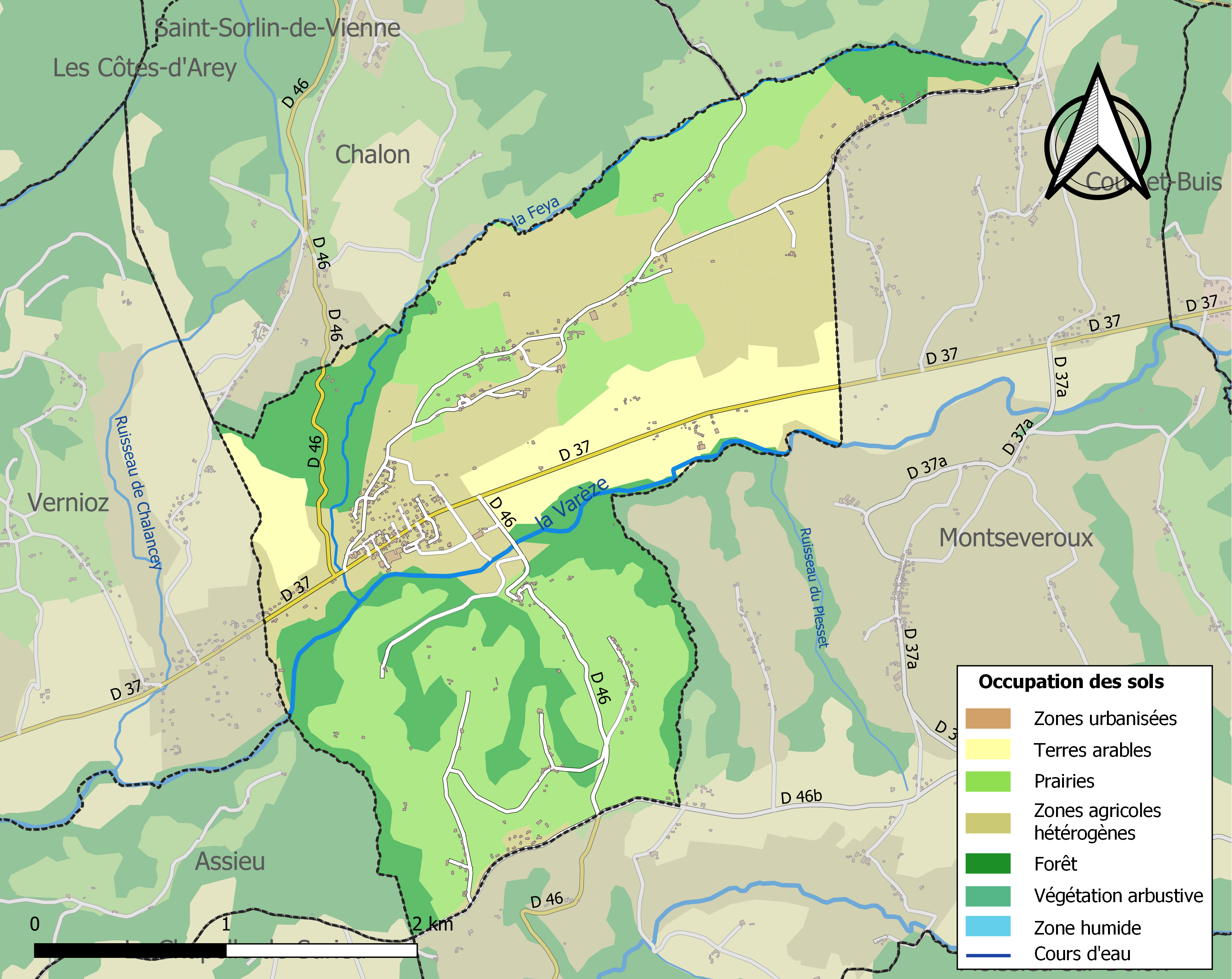
Carte des infrastructures et de l'occupation des sols de la commune en 2018 (CLC).

### Hameaux, lieux-dits et écarts
Le territoire communal est composé de trois hameaux principaux : Monsteroux, le Gontard et Milieu.

### Risques naturels

#### Risques sismiques
L'ensemble du territoire de la commune est situé en zone de sismicité no 3, comme la plupart des communes de son secteur géographique.
| Type de zone | Niveau            | Définitions (bâtiment à risque normal) |
| ------------ | ----------------- | -------------------------------------- |
| Zone 3       | Sismicité modérée | accélération = 1,1 m/s2                |

## Histoire
Au XIe siècle, Monsteroux était une grande exploitation agricole constituée de maisons d'habitation et de terrains cultivés.
Au Moyen Âge ce village faisait partie du Viennois et donc du royaume de Bourgogne.
Au XIIIe siècle se développe un culte à saint Laurent qui perdurera jusqu'à aujourd'hui.
La fête foraine avait lieu traditionnellement pour la Saint-Laurent, fête qui fut déplacée au 1er week-end de juillet dans les années 1980. Après avoir eu lieu au centre du village elle a été organisée au stade. Elle a été relancée en 1998 dans le centre du Gontard puis arrêtée au début des années 2000.
L'Union des Jeunes est la plus vieille association de la commune. Chaque année pour le lundi de Pâques, un tournoi très populaire était organisé : le tournoi de sixte. Il regroupait près de 500 joueurs de football. Désormais, il est remplacé par l'organisation d'un vide-grenier -  brocante.

## Politique et administration

### Liste des maires
| Période                                  | Période    | Identité             | Étiquette | Qualité                    |
| ---------------------------------------- | ---------- | -------------------- | --------- | -------------------------- |
| mars 1977                                | 1989       | Paul Datry           | PCF       |                            |
| mars 1989                                | 1995       | Monique Crétin       |           |                            |
| mars 1995                                | Avril 2018 | Jean-Paul Montagnier | SE        | Retraité Fonction publique |
| Juin 2018                                | En cours   | Denis Merlin         |           |                            |
| Les données manquantes sont à compléter. |            |                      |           |                            |

## Population et société

### Démographie
L'évolution du nombre d'habitants est connue à travers les recensements de la population effectués dans la commune depuis 1793. Pour les communes de moins de 10 000 habitants, une enquête de recensement portant sur toute la population est réalisée tous les cinq ans, les populations de référence des années intermédiaires étant quant à elles estimées par interpolation ou extrapolation. Pour la commune, le premier recensement exhaustif entrant dans le cadre du nouveau dispositif a été réalisé en 2008.

En 2022, la commune comptait 782 habitants, en évolution de −0,89 % par rapport à 2016 (Isère : +3,07 %, France hors Mayotte : +2,11 %).
| 1793 | 1800 | 1806 | 1821 | 1831 | 1836 | 1841 | 1846 | 1851 |
| ---- | ---- | ---- | ---- | ---- | ---- | ---- | ---- | ---- |
| 306  | 262  | 324  | 382  | 335  | 337  | 384  | 384  | 368  |

| 1856 | 1861 | 1866 | 1872 | 1876 | 1881 | 1886 | 1891 | 1896 |
| ---- | ---- | ---- | ---- | ---- | ---- | ---- | ---- | ---- |
| 336  | 331  | 332  | 316  | 331  | 311  | 306  | 325  | 315  |

| 1901 | 1906 | 1911 | 1921 | 1926 | 1931 | 1936 | 1946 | 1954 |
| ---- | ---- | ---- | ---- | ---- | ---- | ---- | ---- | ---- |
| 316  | 310  | 290  | 272  | 270  | 257  | 261  | 251  | 225  |

| 1962 | 1968 | 1975 | 1982 | 1990 | 1999 | 2006 | 2008 | 2013 |
| ---- | ---- | ---- | ---- | ---- | ---- | ---- | ---- | ---- |
| 214  | 228  | 226  | 318  | 444  | 516  | 684  | 735  | 778  |

| 2018 | 2022 | - | - | - | - | - | - | - |
| ---- | ---- | - | - | - | - | - | - | - |
| 796  | 782  | - | - | - | - | - | - | - |

### Enseignement
La commune est rattachée à l'académie de Grenoble.

### Médias
Historiquement, le quotidien à grand tirage Le Dauphiné libéré consacre, chaque jour, y compris le dimanche, dans son édition du Nord-Isère, un ou plusieurs articles à l'actualité du canton et quelquefois de la commune, ainsi que des informations sur les éventuelles manifestations locales, les travaux routiers, et autres événements divers à caractère local.

### Cultes
La communauté catholique et l'église de de Monsteroux-Milieu (propriété de la commune) sont rattachées à la paroisse Sainte Mère Teresa en Viennois dont la Maison paroissiale est située à Estrablin, dans le diocèse de Grenoble-Vienne.

## Culture et patrimoine

### Lieux et monuments

#### ÉgliseSaint-Laurent
À Monsteroux, l'église Saint-Laurent, datée du XIe siècle, est classée au titre des monuments historiques par arrêté du 2 juin 1976. Consacrée à la Vierge Marie jusqu'au XIIIe, on ignore pourquoi l'église fut dédiée par la suite à saint Laurent.
Elle renferme dans son abside une peinture murale datée entre la fin du XIIIe et le début du XIVe siècle. Encore bien conservée dans son ensemble, on peut y distinguer le martyre de saint Laurent ainsi qu'une autre scène encore mal identifiée. Les couleurs ocre dominent dans cette composition symétrique organisée autour de la baie axiale.

#### Château de Milieu
Le château de Milieu est aujourd'hui[Quand ?] une des plus grandes fermes du village.

### Héraldique
|  | Monsteroux-Milieu possède des armoiries dont l'origine et le blasonnement exact ne sont pas disponibles. |